# Compsa macra
Compsa macra là một loài bọ cánh cứng trong họ Cerambycidae.